# Fuentes institucionales
Las fuentes institucionales son un tipo de fuentes no documentarias. A través de ellas, se proporciona una serie de información, de datos, acerca de determinadas entidades, organizaciones o instituciones, para conocer esas instituciones públicas o privadas. La mayor parte de las fuentes institucionales obedecen casi siempre a una estrategia retórica y discursiva precisa establecida por estas entidades, que permite conceder a determinados sujetos la posibilidad de establecer sus estructuras, sus esquemas interpretativos y sus definiciones de la realidad.

## Definición
Se trata de fuentes oficiales que fidelizan la representación de un gobierno, administración, empresa. Además, derivan de los organismos gubernamentales principales y juegan un gran papel en el proceso de la mediación de la información.
La clave de las fuentes institucionales está en su relación con los periodistas. La importancia de estas fuentes en los altos cargos permite controlar la información que manejan los periodistas y obtener un beneficio de su acercamiento. No sólo pretenden dar información, sino establecer un vínculo a través de esa información en la que el periodista sea el elemento verdaderamente importante.
La correcta utilización de las fuentes de información es vital en el trabajo de los periodistas. La mayoría de los periodistas consulta sistemáticamente a las fuentes institucionales de información para realizar sus trabajos periodísticos. Su relevancia prioriza sobre el resto de fuentes informativas y mantiene su presencia pese al rechazo de varios sectores de la comunicación. Por el contrario, la presencia de otros agentes sociales se reduce.
El uso de las fuentes institucionales desarrolla el periodismo de declaraciones, “una práctica extendida en la profesión que favorece la difusión de las opiniones de las fuentes y que transmite la impresión de que el medio favorece a personajes públicos”. Estos personajes públicos se benefician de su relativo interés para establecer qué tipo de información debe primar en cada caso. Luego guardan relación con las fuentes institucionales.

## Tipos de fuentes institucionales
Directorios de instituciones: son un tipo de fuente donde se pueden encontrar diferentes datos de las respectivas entidades o instituciones. Por lo general, son informaciones para la localización, como la dirección, el teléfono o el correo electrónico, aunque también se puede incluir aquí las que tratan de su actividad. La forma de representación de estos directorios puede ser diferente, ya que puede darse de forma impresa, directorios de centros educativos y de investigación; electrónica, como el directorio de telecomunicaciones e informática; o las llamadas en línea, como las famosas Páginas Amarillas.
Memorias: centran su actividad en las entidades. Tratan de explicar la información llevada a cabo por las mismas en un período explícito, que generalmente suele ser un año. Un ejemplo de memoria institucional sería la Memoria del Ministerio de Cultura.
Guías: informaciones que se presentan en cualquier soporte y que retratan, a grandes rasgos, la organización y la historia de una entidad. En muchos casos, se trata de folletos que determinan la información esencial de la institución y sus características principales.
Anuarios: aunque en muchos casos son fuentes temáticas, los anuarios son fuentes de información que ofrecen datos concretos sobre empresas o actividades económicas parciales en un determinado periodo. Cuando se trata de los datos de una empresa habría que hablar de memorias; en cambio, si la referencia es de una institución o entidad, entonces se suelen presentar como anuarios. Un ejemplo de estos últimos es el Anuario de empresas agrícolas de Andalucía.

## Las fuentes institucionales españolas
- Congreso de los Diputados: órgano constitucional que, junto al Senado, conforma las Cortes Generales en la Constitución Española. Es la Cámara baja de estas Cortes Generales y sus funciones son la potestad legislativa, la función presupuestaria, el control de la acción del Gobierno y, lo más importante, la representación del pueblo español. El Congreso está compuesto por trescientos cincuenta diputados elegidos por sufragio universal, libre, igual, directo y secreto.[5]
- Senado: cámara de representación territorial que actúa como órgano de segunda lectura al Congreso. Integra junto a este el Parlamento bicameral español y se encarga, en menor medida, de la representación del pueblo español. La Cámara Alta de las Cortes Generales ejerce las funciones legislativa y presupuestaria, conjuntamente con el Congreso de los Diputados, y la autorización de tratados internacionales, control e impulso político.[6]
- La Moncloa: sitio oficial del Gobierno de España. Es responsable directamente del Parlamento y depende en el aspecto político del Congreso de los Diputados. Como pilar de la Constitución, lidera y controla el poder ejecutivo en todo el país y se encarga de la dirección de la Administración General del Estado[7][8]

## Las fuentes institucionales y los medios de comunicación
Las grandes instituciones tienen como único fin conquistar el panorama mediático en todos los aspectos. El periodismo, por ello, se enfrenta cada día a bastante información “precocinada” procedente de estas entidades y, en ocasiones, muchos son los periodistas que tienen que dejar de lado su pensamiento para atañerse a sus decisiones.
La práctica periodística fomenta el uso de fuentes cercanas a las administraciones frente a las demás. En muchas ocasiones se cuestiona los datos proporcionados por las mismas y se exige que los medios de comunicación busquen otras vías con las que poder informar sobre los hechos. Pero el problema viene cuando las decisiones en la mayoría de los casos se toman desde las altas esferas, infraestructuras políticas y económicas que censuran, imponen y determinan cuáles serán las noticias que protagonizarán la actualidad de cada día”.
Los gabinetes de prensa son una fuente de información que se deben a sus representantes y sólo publican aquello que consideran de interés para la entidad para la que trabajan. Además, las agencias y los gabinetes no ofrecen información de forma neutra y general, sino que solamente muestran aquella que les parece que pueda repercutir en su beneficio. Esta información la consiguen a través de su acercamiento con los periodistas, unos periodistas que consideran insuficiente la información aportada ya que no son capaces de ofrecer objetivamente los contenidos deseados.
El periodista sólo se dedica a ser un eco de la institución a la que representa. Las decisiones se toman desde arriba y éste simplemente es una marioneta manejada a su antojo. La falta de interés por los asuntos realmente importantes, la práctica de un periodismo pasivo, la homogeneidad de los contenidos y la pérdida del sentido crítico no son más que características que provocan el abandono del papel como mediador del periodista y su correspondiente falta de credibilidad.
Las nuevas tendencias del periodismo persiguen cada vez más “conquistar” a la audiencia, aunque para ello tengan que dejar de lado la neutralidad y las fuentes primarias. Buscan más lo que les toca de cerca y para ello persiste el secretismo y el ocultamiento de la información. Todavía hay jefes de organismos que se atribuyen la facultad de decidir lo que se publica y lo que no y por ello aún existen muchas fuentes cerradas.